# Steven Kwint
Stephanus Johannes Jacobus (Steven) Kwint (Elst, 29 september 1931 – Auray, 18 september 1977) was een Nederlands schilder en graficus. 

## Jeugd en opleiding
Steven Kwint werd geboren en groeide op in het Betuwse plaatsje Elst.
Na de mulo koos hij voor een opleiding aan de Akademie voor Beeldende Kunst en Kunstnijverheid te Arnhem. Hij kreeg er les in de vrije schilderkunst van Fred Sieger; grafische technieken leerde hij bij Hendrik Valk. Na voltooiing van zijn studie in Arnhem in 1957 verhuisde Kwint naar Amsterdam. Aan de Rijks Normaalschool volgde hij de voorbereidende klas om toegelaten te worden tot de Akademie; hij ontmoette er zijn latere kunstvriend Paul Werner. Hij werd toegelaten tot de Rijksakademie en volgde er de tekenklas, waar hij onder anderen les kreeg van Charles Roelofsz. Hier leerde hij de kunstenaars Ria Rettich, Aart Leemhuis en Hubertine Heijermans kennen.  Steven Kwint vestigde zich vervolgens in Amsterdam als zelfstandig beeldend kunstenaar.

## Kunstenaarschap
Aanvankelijk schilderde Kwint voornamelijk portretten waarin hij met de nadruk op kleur poogt het innerlijk van de betreffende persoon te verbeelden, zoals hij dat als schilder ervaart en ondergaat. In de loop der zestiger jaren kreeg het non-figuratieve schilderen in zijn kunst invloed; er was bovendien verwantschap met Cobra en Chaim Soutine. 
Vruchtbaarheid en dood, al dan niet geabstraheerd, zijn veel voorkomende thema's in zijn werk, naast landschappen, onder andere uit Frankrijk en Spanje.
Een hechte vriendschap met de in Amsterdam neergestreken Amerikaanse jazzmusicus Ben Webster ontstond vanaf 1966, die resulteerde in een aantal portretten van Ben Webster, vaak met saxofoon, gemaakt op zijn atelier. Uit zijn vriendenkring portretteerde hij verder onder anderen Ria Rettich en Hubertine Heijermans, schilder Paul Werner en beeldhouwer Jos van Kessel, die vaak als partner optrad bij diverse exposities.
Kwints oeuvre omvat zowel olieverfschilderijen, gouaches en tekeningen als lithografieën.

## Werkwijze
In zijn artikel 'Swingende Penselen' beschrijft zijn schildersvriend (vanaf 1962) Paul Werner hoe in de jaren 1966-69 Ben Webster al spelend op zijn saxofoon vaak model stond voor Steven Kwint, op zijn atelier aan de Brouwersgracht te Amsterdam. Webster speelde dan ter plekke zijn solo's op achtergrondsmuziek van Duke Ellington, Lester Young en andere Amerikaanse jazz-musici. Kwint begon vaak een portret van Webster door op een groot stuk grof linnen eerst met een paletmes en enkele flinke keukenmessen een aantal grote kleurvlakken op te zetten en een aantal contouren - alles in primaire kleuren. Daarna begonnen de kwasten al gauw mee te swingen over het doek op de klanken van de saxofoon. De klanken zetten zich om in lijnen en kleuren en er ontstond zo letterlijk jazz-in-beeld. Volgens Paul Werner was dat voor die tijd uniek in Nederland. Er waren veel zittingen nodig voordat een portret van Ben Webster klaar kwam want Kwint plaatste voortdurend weer nieuwe partijen verf op het doek of ze werden juist weer weggeschilderd. De verf werd op cruciale plekken in het schilderij vaak pasteus geplaatst in de kleuren kobaltblauw, ultramarijn, kobaltviolet, cadmiumgeel, oranje en kraplak. Andere stukken verf werden juist weer door hem verdund met een fixeerspuitje, waardoor er plaatselijk een transparante werking ontstond tussen de kleurlagen over elkaar.

## Erkenning
Steven Kwint ontving in zijn leven verschillende stipendia waaronder in 1959 de Koninklijke Subsidie voor de Schilderkunst, enkele reisbeurzen van de Franse en de Nederlandse regering, de Willink van Collenprijs en een gedeelde Talensprijs in 1961. In opdracht schilderde hij een groepsportret van het bestuur van Het Nederlands Cultureel Contact (NCC). Onder zijn vele exposities vallen op een solo-expositie in Galerie De Sfinx te Amsterdam (1966), een gemeenschappelijke tentoonstelling met Anton Buytendijk en Theo Ros in Arti et Amicitiae (Amsterdam 1969) en in Bergen (NH) een eigen expositie in het KunstenaarsCentrumBergen (KCB) (1974). De pers was veelal lovend. Maarten Beks typeerde de kunstenaar met de oneliner 'Van schilderend profeet tot profetisch tekenaar', Alain Teister gewaagde van 'boeiende fantasieën', Hans Redeker verklaarde Steven Kwint tot 'een expressionist pur sang', Lambert Tegenbosch waardeerde de 'sprookjesachtige, karikaturale figuratie', Fanny Kelk signaleerde in titels en werkwijze de 'vruchtbaarheid' als centraal motief, en Ed Wingen stelde vast dat de schilder ook grote formaten aankon en 'zijn coloriet is fris en open'. De monografie Steven Kwint, schilder en graficus samengesteld door Han Veelders en Aart Leemhuis is verschenen in 2011.

## Verspreiding
Het werk van Steven Kwint bevindt zich in de collectie van het Stedelijk Museum te Amsterdam en van de Rijksdienst voor het Cultureel Erfgoed (het voormalige ICN) te Amersfoort, alsmede in enkele particuliere verzamelingen. Ook is er van zijn hand een paar monumentale schilderijen aanwezig in de gesloten Psychiatrische afdeling in het AMC ziekenhuis te Amsterdam, die volgens zijn eigen zeggen Adam en Eva verjaagd uit het paradijs voorstelden; ze hebben als titels: In blijde verwachting en Flight to inner space. Het Cobramuseum in Amstelveen bezit een grote aquarel Ik wil een woning een eigen huis, een litho en een ets van zijn hand, persoonlijk aanwezig zijnde, geschonken door Hubertine Heijermans.